# Lucas Cranach starejši
Lucas Cranach starejši (nemško Lucas Cranach der Ältere [ˈluːkas ˈkʁaːnax deːɐ̯ ˈʔɛltəʁə]; ok. 1472 – 16. oktober 1553) je bil nemški renesančni slikar in grafik v lesorezu in gravuri. Večino svoje kariere je bil dvorni slikar saških volilnih knezov in je znan po svojih portretih, tako nemških knezov kot voditeljev protestantske reformacije, katere cilj je sprejel z navdušenjem. Bil je tesen prijatelj Martina Luthra. Cranach je slikal tudi verske teme, najprej v katoliški tradiciji, kasneje pa je poskušal najti nove načine za posredovanje luteranskih verskih vsebin v umetnosti. V svoji karieri je nadaljeval s slikanjem golih motivov iz mitologije in religije.
Cranach je imel veliko delavnico in veliko njegovih del obstaja v različnih različicah; njegov sin Lucas Cranach mlajši in drugi so še desetletja po njegovi smrti ustvarjali različice očetovih del. Veljal je za najuspešnejšega nemškega umetnika svojega časa.

## Zgodnje življenje
Rojen je bil v Kronachu v zgornji Frankovski (danes osrednja Nemčija), verjetno leta 1472. Njegov točen datum rojstva ni znan. Umetnosti risanja se je naučil od svojega očeta Hansa Malerja (njegov priimek pomeni slikar in označuje njegov poklic, ne njegovega porekla, po navadi časa in razreda). Njegova mati s priimkom Hübner je umrla leta 1491. Kasneje se je za njegov priimek uporabljalo ime njegovega rojstnega kraja, kar je še en običaj tistega časa. Kako je bil Cranach usposobljen, ni znano, vendar je bil verjetno učenec pri lokalnih južnonemških mojstrih, kot pri njegovem sodobniku Matthiasu Grünewaldu, ki je delal v Bambergu in Aschaffenburgu (Bamberg je glavno mesto škofije, v kateri leži Kronach). Obstajajo tudi domneve, da je Cranach okoli leta 1500 nekaj časa preživel na Dunaju.
Od leta 1504 do 1520 je živel v hiši na jugozahodnem vogalu tržnice v Wittenbergu.
Po Gunderamu (tutorju Cranachovih otrok) je Cranach pokazal svoje talente kot slikar pred koncem 15. stoletja. Njegovo delo je nato pritegnilo pozornost vojvode Friderika III., volilnega kneza Saške, znanega kot Friderik Modri, ki je leta 1504 Cranacha priključil svojemu dvoru. Zapisi iz Wittenberga potrjujejo Gunderamovo izjavo v tem obsegu: da se Cranachovo ime prvič pojavi v javnih računih 24. junija 1504, ko je kot pictor ducalis (knežev slikar) črpal 50 gld za polletno plačo. Cranach naj bi ostal v službi volilnega kneza in njegovih naslednikov do konca svojega življenja, čeprav je lahko opravljal druga dela.
Cranach se je poročil z Barbaro Brengbier, hčerko meščana Gotha in tam tudi rojeno; umrla je v Wittenbergu 26. decembra 1540. Cranach je imel pozneje hišo v Gothi, najverjetneje pa je spoznal Barbaro v bližini Wittenberga, kjer je imela njena družina tudi hišo, ki je pozneje prav tako pripadala Cranachu.

## Kariera
Prvi dokaz Cranachove spretnosti kot umetnika je na sliki iz leta 1504. Na začetku svoje kariere je bil dejaven na več področjih svojega poklica: včasih je bil dekorativni slikar, pogosteje je izdeloval portrete in oltarne slike, lesoreze, gravure in oblikoval kovance za volilne kneze.
Zgodaj v dneh svoje uradne zaposlitve je presenetil dvorjane svojega gospodarja z realizmom, s katerim je slikal tihožitja, divjad in rogovje na stenah podeželskih palač v Coburgu in Locha; njegove slike jelenov in divjih prašičev so veljale za osupljive, vojvoda pa je spodbudil njegovo strast do te oblike umetnosti tako, da ga je odpeljal na lovišče, kjer je skiciral njegovo milost, kako lovi jelena ali vojvodo Janeza, ki drži merjasca.
Pred letom 1508 je naslikal več oltarnih slik za grajsko cerkev v Wittenbergu v konkurenci z Albrechtom Dürerjem, Hansom Burgkmairjem in drugimi; vojvoda in njegov brat Janez sta bila upodobljena v različnih položajih in objavljenih je bilo nekaj njegovih najboljših lesorezov in bakrorezov.
Leta 1509 je Cranach odšel na Nizozemsko in naslikal cesarja Maksimilijana in dečka, ki je kasneje postal cesar Karel V. Do leta 1508 je Cranach svoja dela podpisoval s svojimi začetnicami. Tega leta mu je volilni knez kot emblem dal krilato kačo ali Kleinodo, ki je po tem datumu nadomestila začetnice na njegovih slikah.
Cranach je bil med letoma 1505 in 1550 dvorni slikar saških volilnih knezov v Wittenbergu, območju v središču nastajajoče protestantske vere. Njegovi pokrovitelji so bili močni podporniki Martina Luthra, Cranach pa je njegovo umetnost uporabljal kot simbol nove vere. Cranach je naredil številne portrete Luthra in poskrbel za lesorezne ilustracije za Luthrov nemški prevod Svetega pisma. 
Nekaj pozneje mu je vojvoda podelil monopol nad prodajo zdravil v Wittenbergu in tiskarski patent z izključnimi pravicami do avtorskih pravic v Bibliji. Cranachove stiskalnice je uporabljal Martin Luther. Njegova lekarna je bila odprta stoletja, uničil  pa jo je šele požar leta 1871.
Cranach je bil tako kot njegov pokrovitelj že zelo zgodaj prijatelj s protestantskimi reformatorji; vendar je težko določiti čas njegovega prvega srečanja z Martinom Luthrom. Najstarejša omemba Cranacha v Luthrovi korespondenci je iz leta 1520. V pismu, napisanem iz Wormsa leta 1521, ga Luther imenuje trač, pri čemer toplo namiguje na Gevatterin, umetnikovo ženo. Cranach je prvič izdelal gravuro Luthra leta 1520, ko je bil Luther avguštinski menih; pet let pozneje se je Luther odpovedal verskim zaobljubam in Cranach je bil prisoten kot priča na zaroki Luthra in Katharine von Bora. Bil je tudi boter njunega prvega otroka, Johannesa "Hansa" Luthra, rojenega leta 1526. Leta 1530 je Luther živel v citadeli Veste Coburg pod zaščito vojvode Saško-Coburškega in tam je ohranjena njegova soba skupaj z njegovo sliko. Vojvode so postali znani zbiratelji Cranachovih del, od katerih jih je nekaj še vedno v družinski zbirki na gradu Callenberg.
Smrt volilnega kneza Friderika Modrega leta 1525 in volilnega kneza Janeza leta 1532 ni prinesla nobene spremembe v Cranachovem položaju; ostal je favorit Janeza Friderika I., pod katerim je dvakrat (1531 in 1540) zasedel urad mestnega mojstra v Wittenbergu. Leta 1547 je bil Janez Friderik ujet v bitki pri Mühlbergu in Wittenberg je bil oblegan. Ko je Cranach iz svoje hiše pisal velikemu mojstru Albertu, pruskemu vojvodi v Königsbergu, da bi mu povedal o ujetju Janeza Friderika, je svojo navezanost pokazal z besedami:
Ne morem prikriti pred vašo milostjo, da smo bili oropani našega dragega princa, ki je bil od svoje mladosti navzgor za nas pravi princ, toda Bog mu bo pomagal iz zapora, kajti Kaiser je dovolj drzen, da oživi papeštvo, ki ga Bog zagotovo ne bo dovolil.
Med obleganjem se je Karel V. Cranacha spomnil iz otroštva in ga poklical v svoj tabor v Pistritzu. Cranach je prišel in na kolenih prosil za prijazno ravnanje z volilnim knezom Janezom Friderikom.
Tri leta zatem, ko so se vsi dostojanstveniki cesarstva srečali v Augsburgu, da bi prejeli ukaze od cesarja, in je Tizian prišel na Karlovo naročilo, naj naslika španskega kralja Filipa II., je Janez Friderik prosil Cranacha, naj obišče mesto; in tu je nekaj mesecev ostal v gospodinjstvu ujetega volilnega kneza, ki ga je nato leta 1552 pospremil domov.
Umrl je v starosti 81 let 16. oktobra 1553 v Weimarju, kjer na tržnici še vedno stoji hiša, v kateri je živel. Pokopan je bil v Jacobsfriedhofu v Weimarju.
Cranach je imel dva sinova, oba umetnika: Hans Cranach, čigar življenje je nejasno in je umrl v Bologni leta 1537; in Lucas Cranach mlajši, rojen leta 1515, ki je umrl leta 1586. Imel je tudi tri hčere. Ena od njih je bila Barbara Cranach, ki je umrla leta 1569, se je poročila s Christianom Brückom (Pontanus) in je bila prednica Johanna Wolfganga von Goetheja.
Njegova vnukinja se je poročila s Polikarpom Leyserjem starejšim, s čimer je postal prednik družine teologov Polikarpa Leyserja.

## Čaščenje
Luteranska cerkev se spominja Cranacha kot velikega kristjana 6. aprila skupaj z Dürerjem in morda Matthiasom Grünewaldom ali Burgkmairjem.

## Delo
Najstarejša ohranjena Cranachova slika je Počitek Device med begom v Egipt iz leta 1504. Slika že kaže izjemno spretnost in milino, borov gozd v ozadju pa prikazuje slikarja, ki pozna gorsko pokrajino Turingije. V krajinah poznejšega časa je več gozdne temačnosti.
Po velikem mednarodnem uspehu Dürerjevih grafik so drugi nemški umetniki veliko bolj kot italijanski svoj talent posvetili lesorezom in gravuram. To pojasnjuje primerjalno neproduktivnost slikarjev Albrechta Dürerja in Hansa Holbeina mlajšega in lahko tudi pojasni, zakaj Cranach ni bil posebej spreten pri ravnanju z barvo, svetlobo in senco. Zdi se, da stalna pozornost do konture in črno-belega kot graverja vpliva na njegov vid; oblike je pogosto orisoval s črno, namesto da bi uporabil modeliranje in chiaroscúro.
Največji delež Cranachovega opusa predstavljajo portreti in predvsem po njegovi zaslugi vemo, kako so izgledali nemški reformatorji in njihovi knežji privrženci. Slikal je ne samo Martina Luthra samega, ampak tudi Luthrovo ženo, mamo in očeta. Upodobil je tudi vodilne katoličane, kot je Albert Brandenburški, nadškof volilni knez Mainza, Antoina Granvella in vojvoda Alva.
Ducat podob Friderika III. in njegovega brata Janeza je datiranih v leto 1532. Za Cranachovo plodno delo in dokaz, da je uporabljal veliko delavnico, je značilno, da je leta 1533 v Wittenbergu prejel plačilo za »šestdeset parov portretov volilnega kneza in njegovega brata«. Kakovost takih del je neizogibno spremenljiva.

### Religiozni motivi
Cranachove verske teme odražajo razvoj protestantske reformacije in njen odnos do verskih podob. V zgodnji karieri je naslikal več Marij; njegov prvi lesorez (1505) prikazuje Devico in tri svetnike v molitvi pred razpelom. Kasneje je naslikal poroko sv. Katarine, vrsto mučeništva in prizore iz pasijona.
Po letu 1517 je občasno ilustriral stare teme, izrazil pa je tudi nekatere misli reformatorjev, čeprav so bili njegovi portreti reformatorjev pogostejši kot slike verskih prizorov. Na sliki iz leta 1518, kjer umirajoči človek daruje »svojo dušo Bogu, svoje telo zemlji in svoje posvetne dobrine svojim sorodnikom«, se duša dvigne, da bi srečala Trojico v nebesih, odrešitev pa je jasno prikazana kot odvisna od vere. in ne na dobrih delih.
Druga dela tega obdobja obravnavajo greh in božjo milost. Ena prikazuje Adama, ki sedi med Janezom Krstnikom in prerokom ob vznožju drevesa. Na levi strani Bog prikaže plošče postave, Adam in Eva okusita prepovedan sad, kača dvigne glavo in kazen se pokaže v obliki smrti in Satanovega kraljestva. Na desni strani Spočetje, Križanje in Vstajenje simbolizirajo odrešitev, in to je na Adama ustrezno vtisnil Janez Krstnik. Dva primera te kompozicije sta v galerijah Gotha in v Pragi, obe iz leta 1529. Njegova delavnica je izdelala oltarno sliko s prizorom Križanja v središču, ki je zdaj v Kreuzkirche v Hannovru.
Proti koncu svojega življenja, potem ko se je Luthrova začetna sovražnost do velikih javnih verskih podob omilila, je Cranach naslikal več »luteranskih oltarjev« Zadnje večerje in drugih motivov, na katerih je bil Kristus prikazan na tradicionalen način, vključno s svetniškim sijem, vendar so bili apostoli brez teh portreti vodilnih reformatorjev. Izdelal je tudi številne nasilne protikatoliške in protipapeške propagandne tiskovine v bolj surovem slogu. Njegovo najbolj znano delo v tej smeri je bila serija grafik za pamflet Passional Christi und Antichristi, kjer so bili prizori iz Kristusovega pasijona usklajeni z grafiko, ki je posmehovala prakse katoliške duhovščine, tako da je bil Kristus, ki je menjalce izgnal iz templja, enak papežu ali antikristom, ki je podpisoval odpustke nad mizo, pokrito z gotovino (glej spodnjo galerijo). Nekatere grafike so odmevale slike, kot je njegovo Čaščenje pastirjev (ok. 1517).
Eno njegovih zadnjih del je oltarna slika, ki jo je po njegovi smrti dokončal Lucas Cranach mlajši leta 1555 za Stadtkirche (mestno cerkev) v Weimarju. Ikonografija je izvirna in nenavadna: Kristus je prikazan dvakrat, levo tepta smrt in Satana, desno križan, iz suličaste rane pa teče kri. Janez Krstnik kaže na trpečega Kristusa, medtem ko potok krvi pade na glavo portreta Cranacha, Luther pa iz svoje knjige prebere besede: »Kristusova kri očiščuje vsega greha«. 
- Križanje, 1503
- Marija pod jelko, 1510, Nadškofijski muzej, Vroclav
- Rojstvo Janeza Krstnika, 1518
- Otrok Jezus in Janez Krstnik kot otrok
- Oltar Herderkirche Weimar Cranach, delo Lucasa Cranacha starejšega, ki ga je leta 1555 po očetovi smrti dokončal njegov sin Lucas Cranach mlajši.[11]

### Mitološki prizori
Cranach je bil enako uspešen v seriji slik mitoloških prizorov, ki skoraj vedno prikazujejo vsaj eno vitko žensko figuro, golo, vendar za prozorno draperijo ali velik klobuk.
Te so večinoma v ozkih pokončnih formatih; več primerov je Venera, sama ali z Kupidom, ki včasih ukrade satovje in se pritoži Veneri, da ga je pičila čebela (Weimar, 1530; Berlin, 1534). Druge take teme so Tri Gracije, Diana z Apolonom, ki strelja z lokom, in Herkul, ki sedi za kolovratom, iz katerega se norčujejo Omfala in njene služkinje. Podoben pristop je bil uporabljen pri svetopisemskih temah Salome ter Adama in Eve. On in njegova delavnica sta naslikala tudi več kot šestdeset različic Lukrecije, poganske junakinje, katere smrt je sprožila rimsko republiko.
- Kupid se pritožuje Veneri, c. 1525
- Venera in Kupid s satjem, c. 1527
- Venera in Kupid, 1529
- Venera in Amor, 1530
- Venera z Kupidom, ki krade med, 1531
- Venera z Kupidom, 1531
- Venera, 1532
- Karitas (Lucas Cranach starejši), ca. 1537
- Parisova sodba (1528)

Ti predmeti so nastali zgodaj v njegovi karieri, ko kažejo italijanske vplive, vključno z Jacopo de' Barberijem, ki je bil na saškem dvoru do leta 1505. Nato postanejo redki vse do smrti Friderika Modrega. Kasnejši akti so v značilnem slogu, ki opušča italijanski vpliv za oživitev poznogotskega sloga, z majhnimi glavami, ozkimi rameni, visokimi prsmi in pasom. Poze postanejo bolj odkrito zapeljive in celo ekshibicionistične.
Humor in patos sta včasih združena v slikah, kot je Ljubosumje (Augsburg, 1527; Dunaj, 1530), kjer se ženske in otroci stiskajo v skupine, medtem ko opazujejo prepir moških, ki se divje borijo okoli njih. Izgubljeno platno iz leta 1545 naj bi prikazovalo zajce, ki lovijo in pečejo lovce. Leta 1546 je Cranach, verjetno pod italijanskim vplivom, sestavil sliko Fons Juventutis ( Vrelec mladosti), ki jo je izvedel njegov sin, na kateri so starejše ženske vidne, kako vstopajo v renesančni vodnjak in iz njega izstopajo spremenjene v mladostne lepotice.

## Izropani Cranachi
Nacisti so imeli posebno naklonjenost do Cranachovih del in so med Tretjim rajhom izropali veliko slik. To je privedlo do zahtevkov za restitucijo, predvsem od judovskih zbirateljev, ki so jih nacisti preganjali ali ropali. Nacisti so izropali Cranachov portret Janeza Friderika I., volilnega kneza Saške (okrog 1530-ih) od judovskega zbiralca umetnin Fritza Gutmanna, preden so ga umorili, vendar je sliko osemdeset let pozneje po desetletjih iskanja vrnil Gutmannov vnuk Simon Goodman.
Cranachov Kupid, ki se pritožuje Veneri je šel skozi Hitlerjevo osebno zbirko, zaradi česar je Narodna galerija raziskala njeno zgodovino in sumila, da je bil morda izropana. Diptih Adam in Eva Lucasa Cranacha starejšega je bil v središču pravnega spora med dediči nekdanjega lastnika, nizozemskega zbiralca umetnin Jacquesa Goudstikkerja, in muzejem Norton Simon v Kaliforniji. Leta 1999 je Komisija za vračanje umetnin Svetovnega judovskega kongresa obvestila Muzej umetnosti Severne Karoline, da so nacisti ukradli njegovo cenjeno Cranachovo Madono z otrokom judovskemu dunajskemu zbiratelju umetnin Philippu von Gomperzu.
20. oktobra 2000 je sodišče v Budimpešti razsodilo, da je treba vrniti Cranacha in druge slike, ki jih je zahtevala vnukinja slavnega madžarskega zbiralca judovskih umetnin Barona Herzoga in ki so jih ukradli nacisti z madžarsko finančno policijo. Leta 2012 sta dediča Rose in Jakoba Oppenheimerja pri Narodni galeriji Irske vložila zahtevek za Cranachovo sliko svetega Krištofa. Muzej je najel zasebno raziskovalko porekla, Laurie Stein, da razišče okoliščine prodaje leta 1934 in ugotovila je, da Cranach ni bil prodan pod prisilo judovskih lastnikov.
Aprila 2021 je bilo Cranachovo Vstajenje prodano na dražbi po poravnavi med dediči žrtve holokavsta Margarete Eisenmann in trgovcem z umetninami Eugenom Thawom. Potem ko je bila izropana, je Cranacha Sothebysu poslal Hans Lange in šel skozi Hugo Perls in Knoedler Galleries, preden ga je pridobil Eugene Thaw. Večina tožb traja več let in gre skozi več pritožb na različnih sodiščih. Slika privrženca Lucasa Cranacha starejšega z naslovom Objokovanje in dokončana v 1530-ih, ki je bila leta 1946 izropana s Poljske, je bila leta 2022 vrnjena v Narodni muzej v Vroclavu.